# Župnija Dol pri Ljubljani
Župnija Dol pri Ljubljani je rimskokatoliška teritorialna župnija dekanije Ljubljana - Moste nadškofije Ljubljana.
Župnijska cerkev je cerkev sv. Marjete Antiohijske.

## Zgodovina
Župnija je bila ustanovljena leta 1626 z odcepitvijo od pražupnije Mengeš.

### Farne spominske plošče v župniji Dol pri Ljubljani
V župniji Dol pri Ljubljani so postavljene Farne spominske plošče, na katerih so imena vaščanov iz okoliških vasi, ki so padli nasilne smrti na protikomunistični strani v letih 1942-1945. Skupno je na ploščah 34 imen.